# Prades
|  | Per a altres significats, vegeu «Prades (desambiguació)». |

Prades (del llatí Pratum "prada") és una vila i municipi de la comarca del Baix Camp. El poble és conegut com la Vila Vermella per la pedra sorrenca de color rogenc que caracteritza gran part dels seus edificis.

## Geografia
- Llista de topònims de Prades (Orografia: muntanyes, serres, collades, indrets..; hidrografia: rius, fonts...; edificis: cases, masies, esglésies, etc).

La seva altitud sobre el nivell del mar (950 m) fa que gaudeixi d'un clima atlàntic que l'ha convertit en un concorregut lloc d'estiueig. L'hivern, però, és fred i la neu s'hi fa present la majoria d'anys, però alguns no hi neva gens. Està situada al centre de les Muntanyes de Prades, amb un terme municipal de 33 km², limita amb els termes de La Febró pel sud, Capafonts a l'est, Mont-ral, aquest a l'Alt Camp, també a l'est, Vimbodí, de la Conca de Barberà, al nord-est, Vilanova de Prades, també de la Conca, al nord-oest i Cornudella, del Priorat, a l'oest i al sud-oest. Les Muntanyes de Prades ocupen quasi tot el terme, molt esquerp, i s'aixequen entre els 900 i 1.200 metres sobre el nivell del mar. El massís forma part de la Serralada Prelitoral Catalana. Destaca el Tossal de la Baltasana, de 1.201 metres, la muntanya més alta del Camp de Tarragona, flanquejada a l'est per la Mola d'Estat. La Punta del Sales, amb 1.046 metres, i la Roca dels Corbs, amb 1.096, són altres pics a destacar. La Gritella separa el terme de Prades i el de Cornudella. L'amfiteatre que formen les muntanyes de Prades a l'entorn de la vila és drenat per diversos barrancs, els de la Font, de Tillans, dels Rossinyols i de Rius, que aflueixen per la dreta al riu de Prades, capçalera del riu de Montsant, afluent del de Siurana. La capçalera del riu Francolí es troba al vessant septentrional de les Muntanyes de Prades.

## Història
Es creu que els àrabs van edificar-hi un castell, fortificat el 1090 a causa de l'avenç de les tropes de Ramon Berenguer III pel Gaià i el Penedès. Prades es va rendir abans del 1153. any en què totes les muntanyes de Prades eren en mans dels comtes catalans.
Li va ser concedida carta de població el 1159 per Ramon Berenguer IV. El 1170 van ser expulsats els últims sarraïns que es trobaven refugiats a les muntanyes de la zona. Alfons II, que havia arribat a la vila fugint d'una epidèmia de pesta, va nomenar-ne alcalde Pere de Déu el 1193. El 1200 ja disposava de mercat propi, cosa que demostra la importància del municipi. El 1218, l'arquebisbe de Tarragona Aspàreg de la Barca encarregava, d'acord amb Jaume I, al prior d'Escaladei la predicació per les Muntanyes de Prades contra el catarisme que s'hi havia estès, i el bisbe i el rei demanaven la creació de la Inquisició. L'existència d'eremites vora la vila de Prades, pel seu ascetisme, podia haver facilitat l'entrada dels càtars. Encara el 1410 hi va predicar fra Vicenç Ferrer.
El comtat de Prades incloïa la baronia d'Entença, així com nombroses viles de la zona. Ocupava un total de 1.157 km² i els seus dominis s'estenien per les actuals comarques del Baix Camp, Priorat, Ribera d'Ebre, Conca de Barberà i Alt Camp. El 1280 Pere el Gran ordenava al veguer i batlle de Prades que fossin admeses lliurement totes les persones que hi volguessin anar a viure, i que no s'exigissin censos ni serveis als nouvinguts, per tal de facilitar la repoblació. A començaments del segle xiv, el Comtat de Prades va passar a les mans de l'Infant Ramon Berenguer, fill de Jaume II i Blanca de Nàpols, juntament amb la Distinció d'Elx. El 1414 va quedar unit al ducat de Cardona i més endavant, al d'Empúries. El 1663, i després del matrimoni de Catalina d'Aragó amb Juan de la Cerda, el comtat de Prades va passar a les mans dels Ducs de Medinaceli. Els drets senyorials van acabar el 1835, encara que els ducs de Medinaceli continuen ostentant el títol de ducs de Prades.
Durant la Guerra dels Segadors, el comtat de Prades fou un important centre d'operacions bèl·liques. Com a conseqüència de la guerra foren enderrocats part de la muralla i del castell. Al final de la Guerra del francès, grups de caragirats, desertors i malfactors es van refugiar a les muntanyes de Prades i a la vila, d'on van ser expulsats pels guerrillers de Gay que tenia el seu quarter a Cornudella. El setembre de 1822 s'hi van fer forts els reialistes revoltats, que hi van instal·lar una Junta, però van ser atacats i derrotats pel general Haro, que ocupà el poble amb el suport de voluntaris de Cornudella i de Reus, i en va permetre el saqueig pels seus homes.
Durant la Primera Guerra Carlina, Prades va ser ocupada pel capitost Montdedéu que derrotà els liberals de la vila i la va ocupar i incendiar el 30 d'agost de 1837. El 9 de setembre, quan va arribar la notícia a Reus, en va sortir una columna de soldats i van posar setge als carlins amb canons que portaven des de Tarragona. El 18 de setembre la columna tornà a Reus després d'haver entrat a la vila i haver posat foc a tot allò que restava per cremar. A la Segona guerra carlina la vila va servir com a caserna general de Rafael Tristany. Més tard la ciutat va ser assaltada i saquejada i els seus defensors van ser afusellats. Durant la Tercera Guerra Carlina va destacar la intervenció d'un adolescent conegut com el "Nen de Prades” que va formar i va dirigir una partida de carlins i que va morir a Tortosa abans de complir els vint anys. El rector del poble, Ramon Tresserra, va ser també cap d'una partida carlina, i arribà al grau de comandant. Aixecà un escamot el 1872 i actuà fins al final de la guerra.
En aquesta vila va néixer el compositor Mateu Fletxa el Vell.

## Festes

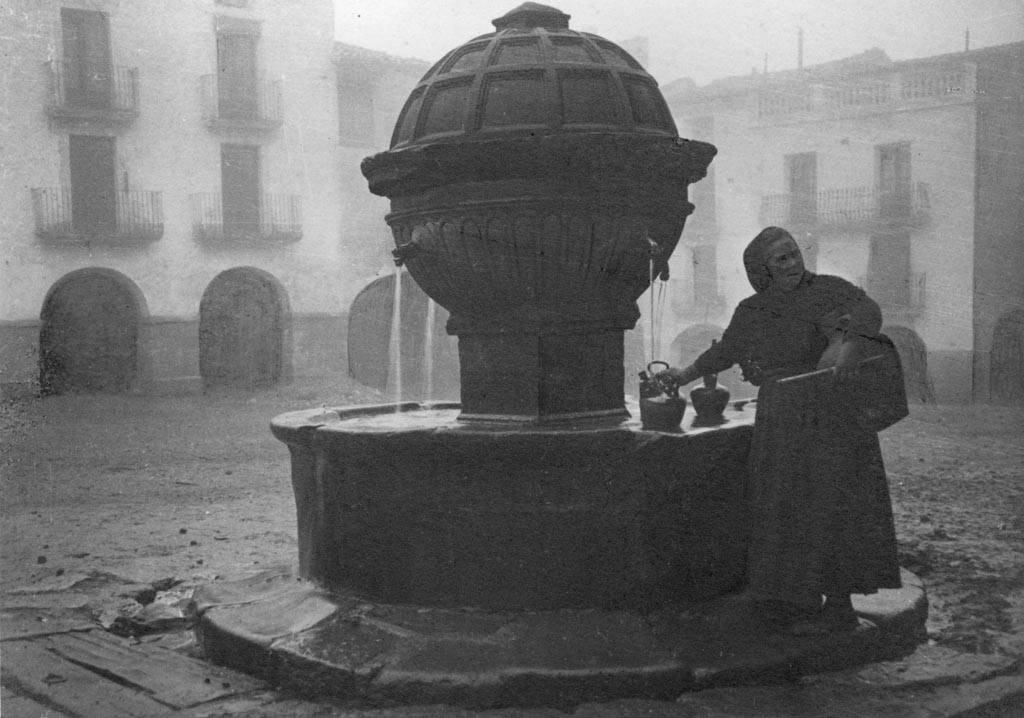
Font de la plaça de Prades (Entre 1909 i 1927)

Prades celebra la seva festa major el tercer diumenge d'octubre, festivitat de santa Florentina, patrona de la vila. També són pròpies altres celebracions i esdeveniments típics com ara l'aplec a l'ermita de l'Abellera (abril), la Festa de la Farigola (darrer diumenge de maig), la Festa del cava (tercer dissabte de juliol), el Concurs de gossos d'atura (primer diumenge d'agost), les Fires (quart cap de setmana d'agost), la festa de la Verge de l'Abellera (setembre), la festa de la patata (tercer diumenge de setembre) o la Festa del bolet (octubre).

## Economia
La població disposa de diversos equipaments que faciliten les activitats lúdiques. L'agricultura, font tradicional d'ingressos, ha quedat al segon lloc. Destaquen el cultiu de patates, avellaners i castanyers. Als seus boscos abunden les tòfones i els rovellons. La Patata de Prades té l'etiqueta d'Indicació Geogràfica Protegida per les seves excepcionals condicions i qualitat.

## Demografia
| 1497 f | 1515 f | 1553 f | 1717 | 1787 | 1857 | 1877  | 1887  | 1900 | 1910 |
| ------ | ------ | ------ | ---- | ---- | ---- | ----- | ----- | ---- | ---- |
| 111    | 107    | 137    | 397  | 797  | 999  | 1.001 | 1.086 | 911  | 810  |

| 1920 | 1930 | 1940 | 1950 | 1960 | 1970 | 1981 | 1990 | 1992 | 1994 |
| ---- | ---- | ---- | ---- | ---- | ---- | ---- | ---- | ---- | ---- |
| 898  | 840  | 723  | 734  | 583  | 585  | 547  | 539  | 534  | 534  |

| 1996 | 1998 | 2000 | 2002 | 2004 | 2006 | 2008 | 2010 | 2012 | 2014 |
| ---- | ---- | ---- | ---- | ---- | ---- | ---- | ---- | ---- | ---- |
| 510  | 519  | 528  | 581  | 591  | 622  | 683  | 655  | 651  | 626  |

| 2016 | 2018 | 2020 | 2022 | 2024 | 2026 | 2028 | 2030 | 2032 | 2034 |
| ---- | ---- | ---- | ---- | ---- | ---- | ---- | ---- | ---- | ---- |
| 587  | 589  | 588  | 625  | 665  | -    | -    | -    | -    | -    |

## Llocs d'interès

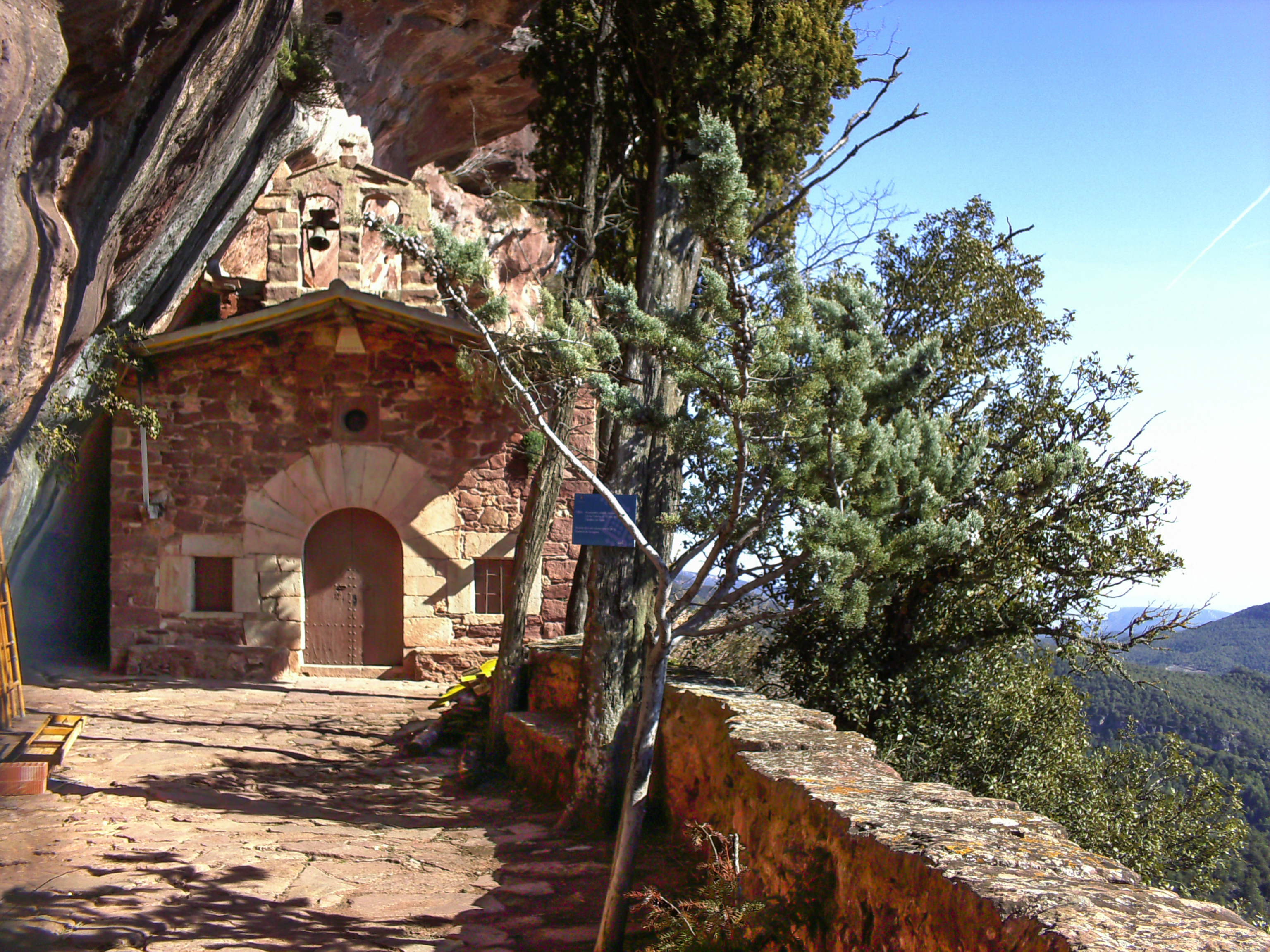
Ermita de l'Abellera

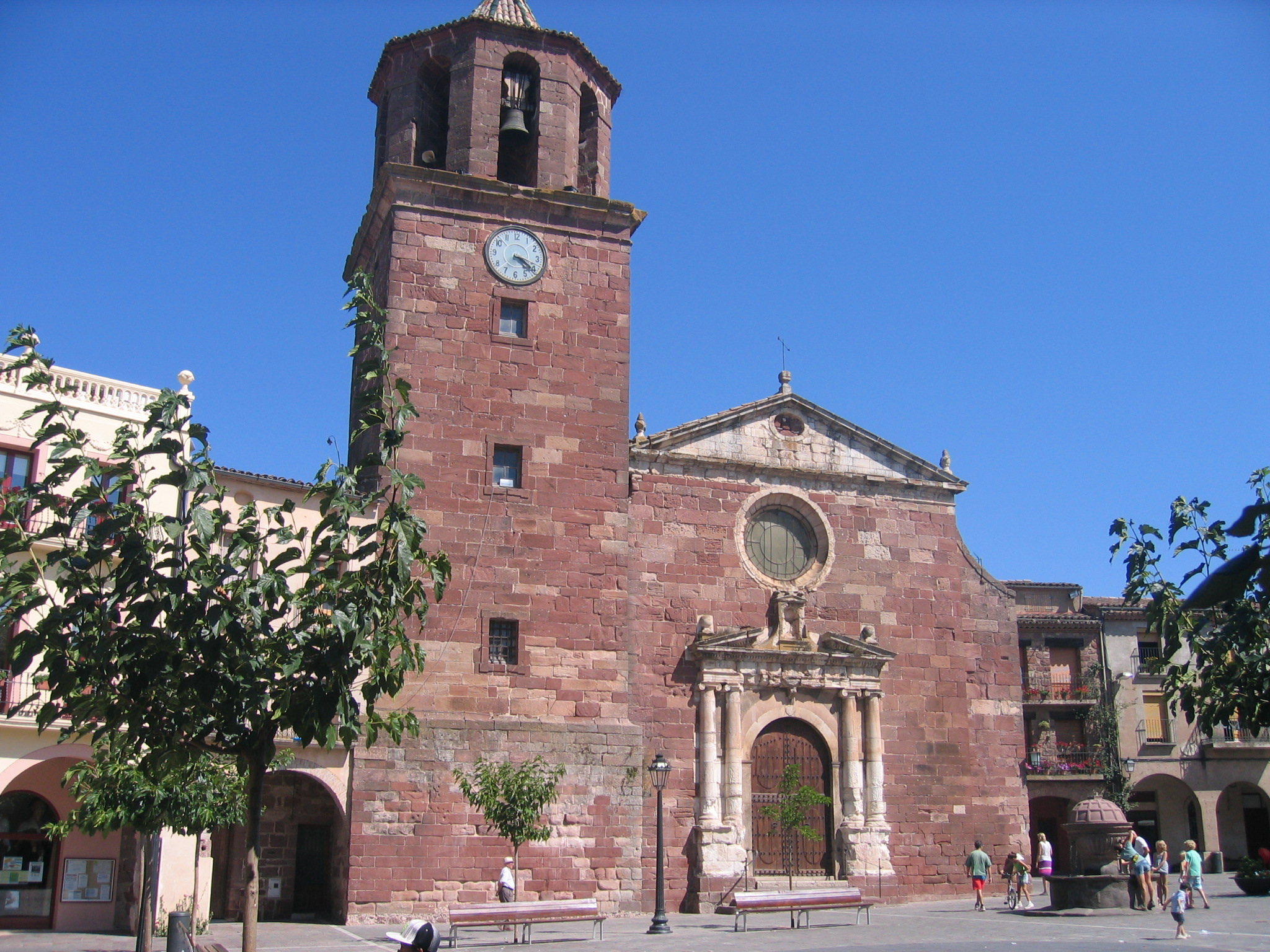
Església de Santa Maria la Major

L'església parroquial està dedicada a Santa Maria. És d'estil gòtic i de nau única. La façana principal té diversos elements renaixentistes. Davant d'una de les portes laterals es troba una antiga creu de terme del segle XIII.
De les antigues muralles que van envoltar el municipi tan sols en queden dempeus algunes restes, així com dos dels portals amb dovelles. Prades disposa d'una plaça porticada dominada per una font d'estil renaixentista que es troba reproduïda al Poble Espanyol de Barcelona.
A uns dos quilòmetres del centre del poble hi ha una ermita dedicada a la Mare de Déu de l'Abellera. L'edifici és de 1570 i el 1578 se li va afegir el campanar. Va ser reformada per complet al segle xviii. Al temple, de nau única, es conservava una imatge de la Mare de Déu que va ser destruïda el 1936. El 1940 se'n va realitzar una reproducció amb marbre procedent de Sarral.
- Plaça Major porxada
- Font de Prades
- Església de Santa Maria la Major (gòtic primerenc)
- Creu de terme i porta d'entrada a la vila
- Castell de Prades
- Clos emmurallat
- Ermita de l'Abellera
- Ermita de Sant Antoni
- Font d'en Grau
- La Roca Foradada
- Tossal de la Baltasana (1270 m.)
- La Font Blanca
- El cingle de les Espurrides
- La Font del Cap del Pla
- Pla de la Guàrdia